# Vespicula trachinoides
Vespicula trachinoides är en fiskart som först beskrevs av Cuvier 1829.  Vespicula trachinoides ingår i släktet Vespicula och familjen Tetrarogidae. Inga underarter finns listade i Catalogue of Life.